# 山本宽斋
山本宽斋（日语：／ Yamamoto Kansai */?，1944年2月8日—2020年7月21日）是日本时装设计师、活动策划师，宽斋超级工作室会长，隶属于太田制作。
出生于神奈川县横滨市。中学就读于岐阜县立岐阜工业高等学校，日本大学文理学部英文科肄业。

## 生平
幼年时父母离婚，宽斋兄弟3人随父亲迁往高知县。然而，由于父亲无意育儿，宽斋被送进了儿童收容所。之后他又被父亲领回，居住在宽斋的祖母所在的岐阜市。在此期间，他在高知和大阪等地之间转学了十几次。其父开始从事西服纺织业后，宽斋逐渐开始帮着父亲打下手。在中学期间，他曾被中学的朋友委托改造制服。宽斋一边完成中学学业，一边从事纺织，逐渐以成为一名裁缝作为自己的目标。然而，其后他又被电影《怒海沉尸》的时尚感所吸引，之后成为了一名啦啦队长，开始为各种各样的应援活动从事编舞工作。
宽斋在高校学习时，由于想上建筑系，因此转去了他认为课程和建筑系相同的土木建筑系。然而转到土木建筑系后，他才发现本应教授土木施工等建筑基础知识的课堂上竟然只有一位曾经在建筑工地负责伙食的阿姨在上课。因此，宽斋的求学之路经历了挫折。
宽斋为上大学而去了东京。后来，他在横滨与开西式裁缝教室的亲生母亲再会，并得知了所谓装苑奖的存在，并前往报名。之后在细野顺子等设计师的指导下工作，1971年独立成立了山本宽斋株式会社。同年，在伦敦举办了首次由日本人举办的的时装发布会“Kansain London”。1973年，参与制作了大卫·鲍伊的舞台服装，1975年在巴黎办了成品服装展。
2020年3月31日，被确诊为急性骨髓性白血病并正在治疗中。同年7月21日，因急性骨髓性白血病去世，享年76岁。女儿山本未来发布声明称：“父亲山本宽斋于7月21日离开了，包括我在内的家人都在看护着他，他在76岁的时候平安地离开了这个世界。”

## 家庭
演员伊势谷友介是山本宽斋的异母弟，比他小32岁，比宽斋的女儿，演员山本未来还小两岁。
山本宽斋家庭环境复杂，原因在于其父亲生性浪荡，好几次弃养孩子。有时还把店交给还是中学生的宽斋打理，然后跑去找情人。山本因为经历过寂寞和痛苦的回忆，所以他说“我不会成为像父亲那样的男人。结婚后拼上性命保护妻子和孩子。”
女儿山本未来诞生的时候，宽斋经历了事业上的挫折，生活贫困。为了寄托希望，他给女儿取名为“未来”。宽斋十分爱他的女儿，不仅设计了女儿在婚礼上的服装，还设计了椎名桔平（女婿）的服装，并担任了婚礼的策划人。